# Die Abenteuer von Ichabod und Taddäus Kröte
Die Abenteuer von Ichabod und Taddäus Kröte (Originaltitel: The Adventures of Ichabod and Mr. Toad) ist der elfte abendfüllende Zeichentrickfilm der Walt Disney Studios, erschienen im Jahr 1949. Regie führten Clyde Geronimi, Jack Kinney und James Algar. Der Film wurde am 5. Oktober 1949 in den Vereinigten Staaten veröffentlicht.

## Handlung
Der Film besteht aus zwei Segmenten, die auf einem berühmten Romankapitel und einer Novelle beruhen: Das Erlebnis von Taddäus Kröte basiert auf Kenneth Grahames Der Wind in den Weiden und Das Abenteuer von Ichabod und dem kopflosen Reiter auf Washington Irvings Sleepy Hollow.
Das Erlebnis von Taddäus KröteDer Wind in den Weiden erzählt die Geschichte des unternehmungslustigen Taddäus Kröte, der sich jederzeit Hals über Kopf in die haarsträubendsten Abenteuer stürzt. Seine besten Freunde, der freundliche Mauli, Ratte und Meister Dachs, versuchen Taddäus Kröte von seinem neuesten Hobby fernzuhalten: dem Automobil. Schließlich landet er aufgrund eines Diebstahls im Gefängnis und muss seine Unschuld beweisen.
Das Abenteuer von IchabodDie Sage von Sleepy Hollow. Ichabod Crane, der frisch eingestellte Dorflehrer des Nestes Sleepy Hollow, trifft während des nächtlichen Nachhauseweges auf den kopflosen Reiter.

## Synchronsprecher
| Rolle                                   | Originalsprecher | Deutscher Sprecher                              |
| --------------------------------------- | ---------------- | ----------------------------------------------- |
| Taddäus Kröte                           | Eric Blore       | Wolfgang Ziffer (1970er), Joachim Kaps (1993)   |
| Erzähler (Taddäus Kröte), Polizist      | Basil Rathbone   | Lothar Blumhagen (70er), Norbert Gescher (1993) |
| Erzähler (Ichabod), Ichabod, Brom Bones | Bing Crosby      |                                                 |
| Maulwurf                                | Colin Campbell   | Mogens von Gadow (70er), Eberhard Prüter (1993) |
| Angus McDachs                           | Campbell Grant   | Klaus Miedel (70er), Karl-Ulrich Meves (1993)   |

## Musik
Das Lied Merrily on Our Way (to Nowhere in Particular) wurde von Frank Churchill und Charles Wolcott (Musik) sowie Larry Morey und Ray Gilbert (Text) geschrieben.